# Каплиця Покрови Пресвятої Богородиці (Завалля)
Каплиця Покрови Пресвятої Богородиці в Заваллі — парафія і храм греко-католицької громади Мельнице-Подільського деканату Бучацької єпархії Української греко-католицької церкви в селі Завалля Чортківського району Тернопільської области.

## Історія церкви
З часом жителі села збудували капличку, яку у 1989 році відбудували заново. На свята в ній відправляли Святу Літургію. До цього парафіяни відвідували богослужіння в монастирі Святого Йосифа та сусідніх селах.
У 2009 році о. Володимир (Іван) Пелешок розпочав будівництво нової, більшої каплиці. 28 липня 2012 року її освятив владика Бучацької єпархії Димитрій Григорак. З того часу цей день є відпустовим для парафії.
При парафії діють спільнота «Матері в молитві» та братство Тверезості. При в'їзді в село з боку Кудринців встановлено хрест і фундамент для фігури Божої Матері.

## Парохи
- о. Микола Сус,
- о. Ігор Дроздовський,
- о. Володимир (Іван) Пелешок (травень 2008—2012),
- о. Онуфрій Репецький, ЧСВВ (липень-лютий 2012),
- о. Ярослав Пилипів (з 2012).